# Regionalwahlen in Tschechien 2008

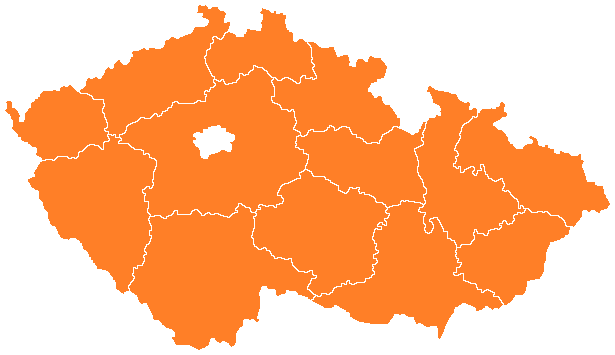
Die ČSSD erreichte in allen Regionen die meisten Stimmen

Die Regionalwahlen in Tschechien 2008 fanden am 17. und 18. Oktober 2008 statt. Dabei wurden die Regionalparlamente in dreizehn von vierzehn Krajen (Regionen) mit Ausnahme der Hauptstadt Prag neu gewählt. Die Wahlbeteiligung betrug 40,3 Prozent.
Die Sozialdemokraten (ČSSD) erreichten in allen Regionen die meisten Stimmen.

## Ergebnisse
Angeführt sind alle Parteien die im landesweiten Durchschnitt über 3 Prozent der Stimmen erhielten.
| Region                | ČSSD  | KDU-ČSL | KSČM  | ODS   | SZ   |
| --------------------- | ----- | ------- | ----- | ----- | ---- |
| Středočeský kraj      | 35,16 | –       | 13,75 | 32,81 | 3,00 |
| Jihočeský kraj        | 33,80 | 6,95    | 15,94 | 29,63 | 3,40 |
| Plzeňský kraj         | 36,37 | –       | 17,53 | 26,76 | 3,81 |
| Karlovarský kraj      | 31,39 | –       | 17,45 | 18,08 | 2,64 |
| Ústecký kraj          | 32,78 | –       | 18,39 | 20,57 | 4,29 |
| Liberecký kraj        | 26,79 | –       | 13,89 | 22,50 | 4,94 |
| Královéhradecký kraj- | 31,94 | –       | 13,47 | 24,33 | 3,97 |
| Pardubický kraj       | 35,73 | –       | 13,00 | 20,80 | 2,40 |
| Vysočina              | 39,87 | 10,81   | 15,72 | 21,01 | 2,65 |
| Jihomoravský kraj     | 34,84 | 23,89   | 14,41 | 15,88 | 3,64 |
| Olomoucký kraj        | 39,78 | 8,75    | 15,80 | 20,34 | 2,73 |
| Zlínský kraj          | 35,4  | 13,35   | 11,18 | 21,96 | 2,07 |
| Moravskoslezský kraj  | 42,63 | 7,10    | 15,92 | 24,9  | 2,14 |
| Gesamt                | 35,85 | 6,65    | 15,03 | 23,57 | 3,15 |